# 2017 في مصر

## أحداث
- 2 يناير
  - العثور على جثمان الأمين العام السابق لمجلس الدولة المصري، المستشار وائل شلبي منتحرًا[1] في مكان احتجازه بمقر الرقابة الإدارية، وذلك بعد ساعات من صدور قرار بحبسه على ذمة التحقيق في اتهامات بالفساد وتلقي رشى.[2][3][4]
- 9 يناير
  - مقتل تسعة أفراد من قوات الأمن المصرية ومدني واحد وإصابة 11 في هجوم بسيارة مفخخة استهدف نقطة تفتيش أمنية في مدينة العريش بشمال سيناء،[5]

## وفيات
- 12 يناير
  - كريمة مختار (82 عامًا) - ممثلة.[6]